# 横带粗唇鱼
横带粗唇鱼（学名：Hemigymnus fasciatus），又名條紋厚唇魚，俗名斑節龍、大口倍良、闊嘴郎、黑帶鸚鯛、大口鸚鯛，輻鰭魚綱为隆头鱼科粗唇鱼属的鱼类，俗名条纹半裸鱼。分布于红海、印度洋非洲东岸至太平洋中部、北至日本、台湾岛以及南海诸岛、海南岛等，深度1至20公尺。该物种的模式产地在日本。

## 特徵
本魚體長橢圓形，側扁；頭中大；眼中大。吻部特別肥厚，下唇中裂，上下頷有一對犬齒向前突出，側線成乙字型連續，在眼後有一小列近於垂直的細鱗。體被大圓鱗，頸部與胸部被較小鱗；側線完全。胸鰭前為白色到黃褐色，頭部則略帶淡綠色上有一些不規則的紅紋。後半部則為深棕色，上有4至5條下寬上窄的淡黃色橫帶。幼魚全身綠褐色，有6條較窄的淺色橫帶。背鰭硬棘9枚、背鰭軟條10至11枚、臀鰭硬棘3枚、臀鰭軟條11枚。體長可達80公分。

## 生態
本魚幼魚喜歡在淺海的礁區活動，以在底部的浮游甲殼類為食。成魚活動範圍較廣，常在石塊、沙、珊瑚礁混合區出現，以底棲生物為食，尤其喜食多毛類、海膽等。 

## 經濟利用
大魚可食用，適合清蒸、紅燒均很美味。另外體色鮮艷，可作為觀賞魚。